# Луций Септимий Флак
Луций Септимий Флак (на латински: Lucius Septimius Flaccus) е политик и сенатор на Римската империя през 2 век.

## Биография
Произхожда от знатната римска фамилия Септимии. Управител (legatus Augusti pro praetore Thraciae) е на провинция Тракия по времето на август Комод около 180 – 183 г.
През 183 г. той е суфектконсул заедно с Тит Пактумей Магн.